# XXx: Return of Xander Cage
xXx: Return of Xander Cage (Brasil: xXx: Reativado / Portugal: xXx: O Regresso de Xander Cage) é um filme de ação norte-americano dirigido por D.J. Caruso com roteiro de Michael Ferris e John Brancato e protagonizado por Vin Diesel. O filme foi lançado nos Estados Unidos em 20 de Janeiro de 2017.O filme é estrelado por Vin Diesel, Donnie Yen, Deepika Padukone, Kris Wu, Ruby Rose, Tony Jaa, Nina Dobrev, Toni Collette, Ariana Gutiérrez, Hermione Corfield e Samuel L. Jackson. É a terceira parcela da franquia xXx e uma continuação para xXx (2002) e xXx: State of the Union (2005).
Ao contrário dos filmes anteriores, que foram distribuídos pela Columbia Pictures, o filme foi lançado pela Paramount Pictures em 20 de janeiro de 2017, em 2D, RealD 3D e IMAX 3D. Isso também marca o primeiro filme produzido pela Revolution Studios em dez anos desde 2007, The Water Horse: Legend of the Deep. O filme recebeu críticas mistas dos críticos e arrecadou mais de US$ 345 milhões em todo o mundo contra um orçamento de produção de US$ 85 milhões, tornando-se o filme de maior bilheteria do Revolution Studios e da franquia.

## Sinopse
O agente da NSA, Augustus Gibbons, tenta recrutar o jogador Neymar Jr. para o programa xXx quando um satélite cai no Brasil, aparentemente matando os dois. Pouco depois, uma equipe de quatro indivíduos qualificados liderados por Xiang se infiltraram em um escritório da CIA em Nova York e recuperaram o "Pandora's Box", um dispositivo que é capaz de controlar satélites em locais específicos como ogivas. A agente da CIA, Jane Marke, persegue Xander Cage, o ex-agente XXX, que fingiu sua morte e está vivendo em um exílio auto-imposto na República Dominicana e o convence a retornar ao serviço ativo para recuperar o dispositivo.
Em Londres, depois de se alistar um velho amigo, Ainsley, por ajuda, Cage rastreia os atacantes para as Filipinas. Em um posto avançado da RAF em Lakenheath, uma unidade de agentes das Forças Especiais liderada por Paul Donovan é designada para ajudar Xander, mas ele os rejeita em favor de sua própria equipe, composta da atiradora Adele Wolff, DJ Harvard "Nicks" Zhou e motorista de fuga Tennyson "A Tocha". Eles também são auxiliados pela especialista em armas introvertidas Becky Clearidge. A equipe localiza Xiang e seus companheiros de equipe Serena, Talon e Hawk, e Cage encontra Xiang em uma boate subterrânea em uma ilha remota, onde Xiang revela que sua equipe também são agentes xXx, recrutados pela Gibbons. Ele alega ter roubado a Caixa de Pandora para evitar seu uso indevido, embora Serena acredite que eles devam destruí-la.
Pouco depois, soldados russos invadem a ilha. O grupo consegue se defender dos atacantes, enquanto Xiang consegue escapar com a Caixa de Pandora. Xander intercepta Xiang e persegue-o para uma praia próxima. Serena o trai, destrói o Box e se junta à equipe de Xander, enquanto Xiang foge e se reagrupa com Talon e Hawk. Depois de outro acidente de satélite no Estádio Olímpico em Moscou, Marke determina que o dispositivo que Serena destruiu era apenas um protótipo, e que ambas as equipes estavam perdendo tempo, enquanto Cage determina que o diretor da CIA Anderson está envolvido na conspiração e que a verdadeira Pandora Box está em suas mãos.
As equipes de Cage e Xiang correm para alcançar Anderson primeiro em Detroit, rastreando o sinal único de Pandora's Box, com Xander e Xiang lutando e depois protegendo um ao outro dos homens de Anderson. Xander confronta Anderson, que admite ter causado o acidente com o satélite que matou Gibbons. Anderson é então morto a tiros por Wolff. Cage relutantemente permite que a CIA prenda Xiang em uma tentativa de enquadrá-lo para o ataque de Moscou, e eles seguram a caixa. No caminho de volta para a sede, Marke anuncia que o programa xXx foi fechado e atira em Xander para mantê-lo para si. Ela então envia um grupo de assassinos para eliminar os outros, que estão aguardando extração em um armazém local da NSA. Eles unem forças para se defender de seus atacantes e recebem assistência de outro ex-agente do xXx, Darius Stone.
Xander sobrevive devido a um colete à prova de balas que Becky lhe deu mais cedo e une forças com Xiang

## Elenco
- Vin Diesel como Xander Cage/Triplo X original
- Donnie Yen como Xiang
- Samuel L. Jackson como Agente da NSA Augustus Eugene Gibbons
- Deepika Padukone como Serena Unger
- Tony Jaa como Talon
- Nina Dobrev como Rebecca "Becky" Clearidge
- Ruby Rose como Adele Wolff
- Kris Wu como Nicky "Nicks" Zhou
- Rory McCann como Tennyson "The Torch"
- Al Sapienza como Diretor da CIA
- Michael Bisping como Hawk
- Ariadna Gutiérrez como Gina Roff
- Toni Collette como Jane Marke
- Nicky Jam como Lazarus
- Tony Gonzalez como Paul Donovan ou G.I.Joe (apelidado por Xander)
- Andrey Ivchenko como Red Erik
- Hermione Corfield como Ainsley
- Ice Cube como Darius Stone/Triplo X II
- Neymar como Ele Mesmo

## Produção

### Desenvolvimento
Em abril de 2006, havia planos para o desenvolvimento de um terceiro filme da franquia ×X× com uma mulher como protagonista, porém após o fracasso de bilheteria de Triplo X 2: Estado de Emergência todos os planos para uma terceira sequencia foram canceladas. Joe Roth, chefe da Revolution Studios, responsável pelo dois primeiros longas da franquia, em para o About.com, falou que o fracasso do segundo filme se deu porque ele não quis pagar o cachê elevado que Vin Diesel pediu para fazer o filme, Roth preferiu contratar Ice Cube para sequência porque acreditava que a franquia xXx era mais forte que o personagem Xander Cage. Roth ainda completou dizendo que uma sequencia deve manter os elementos do filme original.
Em setembro de 2008, Segundo a Variety, a Columbia Pictures negocia com o produtor Joe Roth um recomeço da franquia e quer que o astro do primeiro filme, Vin Diesel, e o diretor Rob Cohen de volta. E que o terceiro filme ainda não tem roteiro, mas já tem um título - xXx: The Return of Xander Cage (xXx: Reativado) fazendo referência ao personagem de Diesel.
Em outubro de 2008, O site Omelete afirmou ter conversado com o diretor Rob Cohen que falou brevemente sobre o filme:"Sim, a Columbia está fazendo mais um, comigo e Joe Roth. Fechamos o contrato recentemente, vai se chamar xXx: The Return of Xander Cage. Nós nos reunimos com os roteiristas ontem [27/10/08] e queremos começar as filmagens entre abril e maio, pra lançar o filme no verão de 2010"
Em novembro de 2008, Foi anunciado que Michael Ferris e John Brancato, estaria negociando para escrever o roteiro do filme.
Em maio de 2009, Michael Ferris falou sobre o andamentos das negociações ao site Omelete: "Vamos entregar uma versão na semana que vem. Até aqui o estúdio parece bastante empolgado. Rob Cohen está entusiasmado de verdade. Vin Diesel está a bordo, mas só vai assinar definitivamente depois de ler o roteiro. Com sorte, conseguiremos um sinal verde em breve e ter o filme para o ano que vem.
Em junho de 2009, Rob Cohen saiu do projeto, porém o projeto continuou de pé, no mês seguinte, o Latino Review teve acesso a uma versão do roteiro, e dá os primeiros detalhes da trama, porém o site não diz se o roteiro analisado é de Ferris e Brancato ou uma versão anterior.
Em agosto de 2009, Ericson Core, que já trabalhou com Rob Cohen e Vin Diesel como diretor de fotografia do primeiro Velozes e Furiosos, assume a direção de xXx: The Return of Xander Cage.
Em outubro de 2015, DJ Caruso confirmou no Twitter que seria o diretor do filme.
Em novembro de 2015, Em um vídeo publicado no Facebook, Vin Diesel comentou sobre xXx: The Return of Xander Cage. Diesel afirmou que o roteiro é divertido e tem ação da mais alta ordem e esportes radicais.
Em janeiro de 2016, o site Movie Hole disse que a ideia do novo filme, é seguir um caminho parecido com a franquia Velozes e Furiosos: reconhecer os filmes anteriores e dar destaque para personagens secundários.
No dia 11 de fevereiro de 2016, o Collider divulgou a sinopse oficial do filme.[carece de fontes?]
No dia 24 de fevereiro de 2016, A Paramount definiu a data de estreia de xXx: The Return of Xander Cage, o terceiro filme da série Triplo X, nos EUA, no dia 20 de janeiro de 2017.

## Escolha de elenco
Em janeiro de 2016, O site twitch anuncia Jet Li, Tony Jaa, Deepika Padukone e o lutador de UFC Conor McGregor no elenco. No mesmo mês, o site The Hollywood Reporter, anunciou que Nina Dobrev e Ruby Rose estavam em negociações avançadas para fazer parte do elenco do filme. Ainda no mesmo mês, segundo o Movie Hole, Ice Cube estará no elenco, o site diz que Cube retornará como Darius Stone e terá uma grande participação na história. A fonte disse que Cube terá um papel mais cômico e vai participar de muitas cenas de ação.
No dia 1 de fevereiro de 2016, Segundo o THR, Toni Collette entrou para o elenco. Não foram divulgados detalhes sobre a personagem.
No dia 12 de fevereiro de 2016, de acordo com o Twitch Film, Jet Li deixou o elenco do filme e que o ator já foi substituído por Donnie Yen.

### Filmagens
Em abril de 2010, foi anunciado que o filme será filmado com câmeras especiais para a captação de 3D estereoscópico. A ideia é começar a filmar assim que o ator Vin Diesel termine de filmar Fast Five.
No dia 24 de agosto de 2015, Na sua conta do Instagram, o ator Vin Diesel afirmou que as filmagens do terceiro Triplo X vão começar em dezembro, nas Filipinas.
Em janeiro de 2016, o The Hollywood Reporter anunciou que as filmagens iniciariam no final do mês. Fotos dos bastidores divulgadas dia 31 de janeiro de 2016, confirmaram a informação.

## Promoção
No dia 31 de janeiro de 2016, o filme ganhou as suas primeiras fotos de bastidores.
No dia 11 de fevereiro de 2016, o Collider divulgou junto com a sinopse oficial do filme, novas imagens de bastidores.[carece de fontes?]
No dia 23 de fevereiro de 2016, Vin Diesel divulgou novas imagens e um vídeo dos bastidores via instagram.

## Recepção
No Rotten Tomatoes, o filme tem um índice de aprovação "podre" de 42% com base em 77 avaliações e uma média de 4.8/10. No consenso crítico do site diz: "'xXx: Return of Xander Cages' pode satisfazer os fãs das duas primeiras parcelas, mas sua preponderância de peças não pode compensar um enredo cansado que não leva a franquia - ou fãs de ação - em qualquer lugar novo." No Metacritic, tem uma pontuação de 42 de 100, com base em 22 críticos, indicando "avaliações mistas ou média". Andrew Lapin, da Uproxx, fez uma crítica negativa ao filme, dizendo: "Há um argumento intelectual a ser feito em favor da série 'Fast & Furious', que apresenta diversos moldes, tramas operísticas e peças de desenho animado que muitas vezes parecem uma criança montada em um Hot Wheels no sets. xXx tem visado uma classe muito inferior, esforçando-se apenas para ser comercializável, não inventivo."